# Бёлот-Сен-Лоран
Бёло́т-Сен-Лора́н (фр. Beulotte-Saint-Laurent) — коммуна во Франции, находится в регионе Франш-Конте. Департамент — Верхняя Сона. Входит в состав кантона Фоконье-э-ла-Мер. Округ коммуны — Люр.
Код INSEE коммуны — 70071.

## География
Коммуна расположена приблизительно в 340 км к востоку от Парижа, в 85 км северо-восточнее Безансона, в 50 км к северо-востоку от Везуля.
По территории коммуны протекает река Брёшен, есть много озёр. Большая часть территории коммуны покрыта лесами.

## Население
Население коммуны на 2010 год составляло 71 человек.
| 1962 | 1968 | 1975 | 1982 | 1990 | 1999 | 2010 |
| ---- | ---- | ---- | ---- | ---- | ---- | ---- |
| 200  | 182  | 121  | 103  | 70   | 68   | 71   |

## Экономика
В 2010 году среди 39 человек трудоспособного возраста (15-64 лет) 23 были экономически активными, 16 — неактивными (показатель активности — 59,0 %, в 1999 году было 56,1 %). Из 23 активных жителей работали 19 человек (12 мужчин и 7 женщин), безработных было 4 (3 мужчин и 1 женщина). Среди 16 неактивных 0 человек были учениками или студентами, 9 — пенсионерами, 7 были неактивными по другим причинам.

## Фотогалерея
- Мэрия
- Церковь Святого Лаврентия
- Карта коммуны